# رد هیل (کارولینای جنوبی)
رد هیل(به انگلیسی: Red Hill) شهری در ایالت کارولینای جنوبی کشور ایالات متحده آمریکا است که جمعیت آن در سرشماری سال ۲۰۱۰ میلادی، ۱۳٬۲۲۳ نفر بوده‌است.